# Фигичев, Валентин Алексеевич
Валентин Алексеевич Фигичев (12 февраля 1917 — 20 февраля 1988) — советский лётчик-ас, Герой Советского Союза, лётчик-истребитель, участник Великой Отечественной войны, сбил 21 самолёт противника.

## Биография
Фигичев Валентин Алексеевич родился в селе Каркавино ныне Косихинского района Алтайского края в семье служащего. После смерти отца жил в городе Катав-Ивановск Челябинской области, откуда родом была его мать, где он и окончил среднюю школу.
По комсомольской путёвке поступил в Ворошиловградскую военную авиационную школу, которую окончил в 1938 году.
Великую Отечественную войну встретил на границе в районе реки Прут на истребителе МиГ-3. Первый вражеский самолёт сбил в августе 1941 года. Одним из первых был представлен к званию Героя Советского Союза 6 августа 1941 года за 130 боевых вылетов, 4 сбитых самолёта лично и 5 сожженных при штурмовках вражеских аэродромов. Представление прошло все инстанции до командования фронтом, но награда была заменена на орден Ленина.
Командир эскадрильи 16-го гвардейского истребительного авиационного полка (216-я истребительная авиационная дивизия, 4-я воздушная армия, Южный фронт) гвардии капитан Фигичев В. А., пилотируя истребитель «МиГ-3» и одноместный штурмовик «Ил-2», к июлю 1942 года совершил 339 успешных боевых вылетов на разведку (70 вылетов) и штурмовку (105 вылетов) скоплений войск противника, прикрытие бомбардировщиков, провёл 26 воздушных боёв в которых сбил лично 7 вражеских самолётов и 5 уничтожил на земле.
Соратник Александра Покрышкина по 55-му истребительному авиаполку (16 ГвИАП). Передал ему командование эскадрильей. Окончил Военно-воздушную академию.
Указом Президиума Верховного Совета СССР «О присвоении звания Героя Советского Союза начальствующему составу Красной Армии» от 23 ноября 1942 года за «образцовое выполнение боевых заданий командования на фронте борьбы с немецкими захватчиками и проявленные при этом отвагу и геройство» удостоен звания Героя Советского Союза с вручением ордена Ленина и медали «Золотая Звезда».
Войну закончил командиром 129-го гвардейского Сандомирского истребительного полка (205-я истребительная авиационная дивизия, 7-й истребительный авиационный корпус, 5-я гвардейская воздушная армия, 2-й Украинский фронт). Этот полк на заключительном этапе войны входил в боевой состав 22-й гвардейской истребительной авиационной дивизии 2-й воздушной армии 1-го Украинского фронта, завершив её с почётным наименованием «Сандомирский», награждённым орденами Александра Невского и Богдана Хмельницкого.
Всего за период войны Фигичев выполнил 553 успешных боевых вылета, лично сбил в 70 воздушных боях 15 самолётов врага и 2 в группе, а также 5 самолётов противника сжег при штурмовках вражеских аэродромах (эти сожженные на земле самолёты многие авторы причисляют к числу сбитых).
После войны продолжил службу в Войсках противовоздушной обороны (ПВО) страны. В 1946 году окончил курсы усовершенствования командиров полков при Военно-воздушной академии. С 1957 года полковник
В. А. Фигичев — в отставке.
Жил в городе-герое Киеве (Украинская ССР). Работал главным администратором Киевского областного драматического театра. Затем переехал в город Винницу. Умер 21 февраля 1988 года. Похоронен на
Центральном кладбище в Виннице.

## Награды
- Медаль «Золотая Звезда» (№ 822);
- два ордена Ленина;
- четыре ордена Красного Знамени;
- орден Александра Невского;
- орден Отечественной войны 1-й степени;
- орден Красной Звезды;
- иностранный орден;
- медали;
- почётный гражданин города Катав-Ивановск.